# Бачу (комуна)
Бачу (рум. Baciu) — комуна у повіті Клуж в Румунії. До складу комуни входять такі села (дані про населення за 2002 рік):
- Бачу (4001 особа) — адміністративний центр комуни
- Корушу (563 особи)
- Мера (1419 осіб)
- Попешть (575 осіб)
- Редая (120 осіб)
- Селіштя-Ноуе (178 осіб)
- Сучагу (1283 особи)

Комуна розташована на відстані 329 км на північний захід від Бухареста, 5 км на захід від Клуж-Напоки.

## Населення
За даними перепису населення 2002 року у комуні проживали 8139 осіб.
Національний склад населення комуни:
| Національність | Кількість осіб | Відсоток |
| -------------- | -------------- | -------- |
| румуни         | 4565           | 56,1%    |
| угорці         | 2840           | 34,9%    |
| цигани         | 726            | 8,9%     |
| німці          | 5              | 0,1%     |
| українці       | 1              | < 0,1%   |
| чехи           | 1              | < 0,1%   |

Рідною мовою назвали:
| Мова      | Кількість осіб | Відсоток |
| --------- | -------------- | -------- |
| румунська | 4784           | 58,8%    |
| угорська  | 2851           | 35,0%    |
| циганська | 496            | 6,1%     |
| німецька  | 7              | 0,1%     |

Склад населення комуни за віросповіданням:
| Релігія                                       | Кількість осіб | Відсоток |
| --------------------------------------------- | -------------- | -------- |
| православні                                   | 4629           | 56,9%    |
| реформати                                     | 2206           | 27,1%    |
| римо-католики                                 | 747            | 9,2%     |
| греко-католики                                | 166            | 2,0%     |
| п'ятдесятники                                 | 159            | 2,0%     |
| баптисти                                      | 85             | 1,0%     |
| унітарії                                      | 24             | 0,3%     |
| бретрени                                      | 24             | 0,3%     |
| старообрядці                                  | 19             | 0,2%     |
| не релігійні                                  | 6              | 0,1%     |
| адвентисти                                    | 4              | < 0,1%   |
| мусульмани                                    | 3              | < 0,1%   |
| атеїсти                                       | 3              | < 0,1%   |
| лютерани (Синодально-пресвітеріанська церква) | 2              | < 0,1%   |
| не вказали релігію                            | 3              | < 0,1%   |